# 白屈菜酸
白屈菜酸是一种杂环有机酸，具有吡喃骨架。

## 制备
白屈菜酸可以在两步以内用草酸二乙酯和丙酮制备：

## 用途
白屈菜酸可用于热脱羧反应，合成4-吡喃酮。

## 自然存在
白屈菜酸最初在白屈菜的提取物中得到发现。它自然存在于天门冬目植物中。白屈菜酸钾与一些植物的感夜性有关。更确切地说，它可以调节含羞草决明在黄昏时闭合叶子的状况。